# Forte (film)
Pour les articles homonymes, voir Forte.
Pour plus de détails, voir Fiche technique et Distribution.
Forte est une comédie française réalisée par Katia Lewkowicz, sortie en 2020.

## Synopsis
Nour est une jeune femme au fort caractère, mais elle est complexée par ses 20 kilos de trop et son seul bonnet comme marque distinctive... Elle a alors une idée qui peut paraître saugrenue : elle va s'exercer au pole dance, après avoir surpris un homme au charme duquel elle a succombé, en train d'admirer les filles qui en faisaient. Avec l'aide d'une coach, elle va essayer de prendre progressivement confiance en elle...

## Fiche technique
- Titre : Forte
- Réalisation : Katia Lewkowicz
- Scénario : Frédéric Hazan et Melha Bedia, d'après l'oeuvre d'Anthony Marciano
- Dialogues et adaptation : Anthony Marciano, Katia Lewkowicz, Frédéric Hazan et Melha Bedia
- Photographie : Jacques Ballard
- Montage : Yann Malcor
- Costumes : Sonia Philouze
- Ingénieur du son : Marc-Antoine Beldent
- Production et production déléguée : Nicolas Duval Adassovsky
- Sociétés de production : Ten Cinema, coproduit par TF1 Studio, France 2 Cinéma, Panache Productions et La Cie cinématographique
- Société de distribution : Amazon Prime Video (France) ; TF1 Studio (international)
- Pays d'origine :  France
- Langue originale : français
- Format : couleur
- Genre : comédie
- Durée : 95 minutes
- Dates de sortie :
  - France : 15 janvier 2020 (Festival international du film de comédie de l'Alpe d'Huez)
  - France : 15 avril 2020 (Amazon Prime Video)

## Distribution
- Melha Bedia : Nour
- Valérie Lemercier : Sissi, la coach
- Alison Wheeler : Axelle
- Bastien Ughetto  : Steph
- Nanou Garcia : Nadia, la mère de Nour
- Ramzy Bedia : Robert
- Jonathan Cohen : Gianni
- Yilin Yang : Michèle
- Yasin Houicha : Rayane
- Oussama Kheddam : Farid, l'ex de Nour
- Alice Dufour : Chloé
- Lionel Lingelser : Nicolas, le médecin
- Adèle Exarchopoulos : la vendeuse chez Sephora

## Sortie et accueil

### Exploitation
La sortie est initialement prévue en salles le 18 mars 2020 mais elle est repoussée à cause de la pandémie de Covid-19 ; le film sort finalement directement sur Amazon Prime Video.

### Accueil critique
- En France, le film obtient une note moyenne de 3,4⁄5 sur le site Allociné, qui recense 5 titres de presse[3].

- Pour Ecran Large, ce film est particulièrement décevant « 2020 tient peut-être là l'un des pires films de l'année. Recyclage minable de tous les poncifs de la comédie basique, "Forte" est une épreuve de 90 minutes, dont à peu près personne ne ressort indemne. »[4].